# Axel Chapelle
Axel Chapelle (* 24. April 1995 in Colombes) ist ein französischer Leichtathlet, der sich auf den Stabhochsprung spezialisiert hat.

## Herkunft und Leben
Axel Chapelle stammt aus der Industriestadt Colombes, im Norden des Großraums Paris. Dort wuchs er zusammen mit seinem älteren Bruder Theo auf, der ebenfalls Leichtathlet ist. Ihr Vater war Zehnkampftrainer in Frankreich, weswegen seine Söhne frühzeitig in Berührung mit der Leichtathletik kamen. Er trainiert beim EA Cergy Pontoise Athletisme in Paris. Aufgrund seiner Begeisterung für Musik hegt er den Wunsch eine eigene Band zu gründen.

## Sportliche Laufbahn
Während Chapelle zu Beginn seiner Laufbahn in der Leichtathletik im Mehrkampf antrat, spezialisierte er sich ab 2011 auf den Stabhochsprung. Im Sommer siegte er bei den französischen U18-Meisterschaften. 2012 übersprang er erstmals die 5-Meter-Marke. Nach der er französischer U18-Hallenmeister wurde, nahm er im Sommer an den U20-Weltmeisterschaften in Barcelona teil. In der höheren Altersklasse reichten seine übersprungenen 5,05 m nicht für den Einzug in das Finale. 2013 gewann Chappelle in der Altersklasse U20 die nationalen Hallentitel. Neben dem Stabhochsprung, überdies auch im Siebenkampf. Einige Monate später trat er bei den U20-Europameisterschaften in Rieti an. Dabei übersprang er im Finale 5,25 m und gewann damit die Silbermedaille. 2014 trat er bei den U20-Weltmeisterschaften in den USA an. Im Finale konnte er mit neuer Bestleistung von 5,55 m die Goldmedaille gewinnen. Nach dem Sieg gelang es ihm nicht mehr 5,64 m zu überspringen, die einen neuen französischen Juniorenrekord bedeutet hätten.
2015 bestätigte Chapelle mit seiner Saisonbestleistung seine Leistung aus dem letzten Jahr. Im Juli gelang ihm bei den U23-Europameisterschaften in Tallinn der Einzug in das Finale. Darin kam er allerdings nicht über Platz 10 hinaus. 2016 siegte er zum zweiten Mal in Folge bei den französischen U23-Meisterschaften. Bei den U23-Mittelmeerspielen gewann er zudem eine Silbermedaille. Im Juni stellte er bei einem Wettkampf in seiner Heimat mit 5,65 m eine neue Bestleistung auf. Die Saison 2017 begann Chapelle mit guten Leistungen in der Halle. Im März nahm er an den Halleneuropameisterschaften, und damit seinen ersten internationalen Wettkämpfen bei den Erwachsenen, teil. Im Finale übersprang er dabei 5,80 m, mit denen er den sechsten Platz belegte. Seine Hallenbestleistung von 5,45 m bestand zuvor aus dem Frühjahr 2014. Auch in der Freiluft konnte er anschließend auch größere Höhen überspringen. Im Juli trat er zum zweiten Mal bei U23-Europameisterschaften an. Dabei konnte er die Silbermedaille gewinnen. Daraufhin nahm er auch an den Weltmeisterschaften in London teil. In der Qualifikation übersprang er mit 5,70 m die drittgrößte Höhe in der Saison in der Freiluft, die zum Einzug in das Finale garantierte. Im Finale blieb er fünf Zentimeter unter der Qualihöhe zurück, belegte dennoch in seinem ersten Weltmeisterschaftsfinale den sechsten Platz.
Im Februar 2018 stellte Chapelle seine Hallenbestleistung von 5,88 m auf. Einen Monat darauf wurde er Zehnter bei den Hallenweltmeisterschaften in Birmingham. Nach dem zweiten Platz im Sommer bei den französischen Meisterschaften, trat er im August bei den Europameisterschaften in Berlin an. Dabei übersprang er im Finale 5,65 m, womit er den achten Platz belegte. 2019 wurde Chapelle französischer Hallenmeister. Bei den Halleneuropameisterschaften in Glasgow wurde er, wie bei den Hallenweltmeisterschaften, Zehnter.

## Wichtige Wettbewerbe
| Jahr                   | Veranstaltung               | Ort                    | Platz                  | Disziplin              | Höhe                   |
| Startet für Frankreich | Startet für Frankreich      | Startet für Frankreich | Startet für Frankreich | Startet für Frankreich | Startet für Frankreich |
| ---------------------- | --------------------------- | ---------------------- | ---------------------- | ---------------------- | ---------------------- |
| 2012                   | U20-Weltmeisterschaften     | Barcelona              | 15.                    | Stabhochsprung         | 5,05 m                 |
| 2013                   | U20-Europameisterschaften   | Rieti                  | 2.                     | Stabhochsprung         | 5,25 m                 |
| 2014                   | U20-Weltmeisterschaften     | Eugene                 | 1.                     | Stabhochsprung         | 5,55 m                 |
| 2015                   | U23-Europameisterschaften   | Tallinn                | 10.                    | Stabhochsprung         | 5,20 m                 |
| 2017                   | Halleneuropameisterschaften | Belgrad                | 6.                     | Stabhochsprung         | 5,80 m                 |
| 2017                   | U23-Europameisterschaften   | Bydgoszcz              | 2.                     | Stabhochsprung         | 5,60 m                 |
| 2017                   | Weltmeisterschaften         | London                 | 6.                     | Stabhochsprung         | 5,65 m                 |
| 2018                   | Hallenweltmeisterschaften   | Birmingham             | 10.                    | Stabhochsprung         | 5,60 m                 |
| 2018                   | Europameisterschaften       | Berlin                 | 8.                     | Stabhochsprung         | 5,65 m                 |
| 2019                   | Halleneuropameisterschaften | Glasgow                | 10.                    | Stabhochsprung         | 5,50 m                 |

## Persönliche Bestleistungen
Freiluft
- Stabhochsprung: 5,72 m, 21. Juli 2017, Monaco

Halle
- Stabhochsprung: 5,88 m, 25. Februar 2018, Clermont-Ferrand